# Christine Güse
Christine Güse ist deutsche Professorin, Leiterin des Studiengangs Gesundheits- und Pflegemanagement und Vorsitzende des Prüfungsausschusses an der Evangelischen Hochschule Nürnberg.

## Leben und Wirken
Christine Güse machte von 1977 bis 1980 eine Banklehre. Anschließend begann sie ihr Studium der Betriebswirtschaftslehre an der Friedrich-Alexander-Universität Erlangen-Nürnberg, das sie 1986 absolvierte. Sie promovierte von 1988 bis 1993 an derselben Universität in der Forschungsgruppe „Medizinökonomie“.
Von 1994 bis 1995 war Güse als Controllerin und Assistentin der Geschäftsführung am Sankt Marien-Hospital Marsberg (180 Betten) tätig. Danach leitete sie bis 2003 die Abteilung für Organisation und Qualitätsmanagement am Klinikum Nürnberg (2300 Betten).
Güse arbeitet seit 2003 als Professorin an der Evangelischen Hochschule Nürnberg und unterrichtet in den folgenden Lehrbereichen: Prozessmanagement, kundenorientierte Dienstleistungsgestaltung, Projektmanagement, Change Management, Strukturen und Institutionen des deutschen Gesundheitswesens. Sie forscht in den Bereichen Organizational Studies, Managerial Economics und Health Economics.
Güse beschäftigt sich mit Pflegesystemen, die ihren Fokus auf den Patienten richten. Drei solcher innovativen Systeme – die Einführung der „Bezugspflege“, das IzEP copyright Instrument, die Einführung von „Fallmanagern“ – stellt sie in ihrem Buch Evaluation patientenorientierter Pflegeorganisationssysteme im Krankenhaus dar.

## Publikationen
- Evaluation patientenorientierter Pflegeorganisationssysteme im Krankenhaus, Logos Verlag, Berlin, 2018, 234 Seiten
- Nutzen und Kosten der Vollwerternährung im Krankenhaus eine Untersuchung im Rahmen der primären Prävention, Verlag Forschungsgruppe Medizinökonomie am Lehrstuhl für Betriebswirtschaftslehre und Operations-Research der Universität Erlangen-Nürnberg, Nürnberg, 1994, ISBN 978-3-923031-50-4.
- Kostenanalysen unterschiedlicher Ernährungsformen in Grossküchen ein Teilaspekt der primären Prävention, Verlag Forschungsgruppe Medizinökonomie am Lehrstuhl für Betriebswirtschaftslehre und Operations-Research, Nürnberg, 1993
- Einstellungs- und Verhaltensänderungen im Ernährungsbereich aufgrund von Klinikaufenthalten eine empirische Untersuchung, Verlag Forschungsgruppe Medizinökonomie am Lehrstuhl für Betriebswirtschaftslehre und Operations-Research der Universität Erlangen-Nürnberg, Nürnberg, 1991
- mit Susanne Schuster: Kundenorientierte Dienstleistungsprozesse für alte Menschen in der Notaufnahme, Springer Gabler, Wiesbaden, 2015; als Print oder E-Book; Online ISBN 978-3-658-08429-5; Print ISBN 978-3-658-08428-8[5]